# 畠山陽輔
畠山 陽輔（はたけやま ようすけ、1980年7月28日 - ）は、秋田県大館市出身のノルディック複合選手。早稲田大学卒業後は秋田ゼロックス（現:富士フイルムBI秋田）に所属し、2006年トリノオリンピックノルディック複合日本代表。

## 主な戦績
- 2006年トリノオリンピック（ イタリア）
  - 個人 32位、団体 6位（高橋大斗・北村隆・小林範仁）、個人スプリント 22位
- 2005年オーベルストドルフ世界選手権（ ドイツ）
  - 個人23位、個人スプリント34位
- ノルディック複合・ワールドカップ
  - 最高成績13位（2006年1月22日チェコ・ハラホフ）
  - ワールドカップB通算1勝（準優勝2回、3位2回）、2003-04年シーズン総合優勝
- 全日本スキー選手権大会ノルディックスキー・コンバインド
  - 2008年優勝